# Я люблю тільки тебе
 Люблю тільки тебе  — п'ятий альбом Олександра Пономарьова, який був виданий у 2006 році.

## Пісні
1. Грім (remix)
2. Разом назавжди
3. Серце
4. Три поради
5. Я за твою любов (remix)
6. Я люблю тільки тебе
7. Країна
8. Серденько (remix)
9. Спи собі сама
10. Я за твою любов
11. Я заблукав
12. Я люблю тільки тебе (remix)